# 徐州医科大学
徐州医科大学，是一所位于中华人民共和国江苏省徐州市的是江苏省属本科医学院校。学校有4个校区，占地面积1200余亩。

## 校史
学校起始于1958年的南京医学院徐州分院，1959年江苏省新海连医学专科学校并入，1960年学校改名为徐州医学院，2000年徐州卫生学校并入。2016年更名为徐州医科大学。
1958年开始本科教育；1985年成为硕士学位授权单位；1993年起，与中国医科大学、中科院上海药物所、大连医科大学联合培养博士生；2005年开始留学生教育。2009年成为博士学位授权立项建设单位。

## 院系
- 第一临床医学院、第二临床医学院、麻醉学院、医学影像学院、药学院、护理学院、医学技术学院、口腔系、公共卫生学院、医学信息与工程学院、公共管理学院、国际教育学院等

## 学科
学校设有临床医学、麻醉学、医学影像学、药学、护理学、医学检验学、康复治疗学、口腔医学、医学信息工程学、生物信息学、医学生物工程学、公共卫生学、营养学、公共事业管理学等十八个本科专业和45个硕士学位授予点。有国家级重点学科建设培育点1个、国家级特色专业建设点4个；省级重点学科6个，省级特色（品牌）专业6个，“十二五”高校重点专业4个，省级实验教学示范中心6个，省级医学重点学科和重点临床专科19个，省级重点实验室4个；省级精品课程9门，省级精品教材（立项）17部。
获国家自然科学基金120项；发表SCI、EI、CPCI-S论文近500篇；获国家科技进步奖二等奖、自然科学奖二等奖各1项。

### 麻醉学
1986年经国家教委批准，学校率先创建麻醉学本科专业。1997年，“有中国特色的多层次麻醉学专业教育的研究与实践”课题获国家级教学成果一等奖。麻醉学先后被命名为省级重点学科、省级重点实验室、省级临床重点专科、省医学重点学科，也是江苏省“135工程”重点学科。麻醉学专业是全国“高校特色专业”，麻醉学教学团队是“国家级优秀教学团队”。目前，全国高等教育学会麻醉学教育分会、江苏省麻醉研究所等均设在我校；学校被指定为全国“卫生专业技术职称考试麻醉学专业命题基地”。